# Sora Yachi
Sora Yachi (谷地 宙, Yachi Sora), né le 4 mai 2000 à Shiwa, est un coureur japonais du combiné nordique.

## Carrière
Sora Yachi entame sa carrière internationale lors d'une course FIS organisée à Sapporo le 3 mars 2017. Il y prend la 22e place. Un an plus tard, il prend la 21e place lors de ce même événement.
Sa première course à l'étranger a lieu le 25 janvier 2019 à Lahti (Finlande) : il y participe à l'épreuve par équipes des Championnats du monde juniors : en compagnie de Sakutaro Kobayashi, Daimatsu Takehana (pl) et Kodai Kimura (de), il y prend la 6e place. Il finit la saison 2019 par deux courses FIS à Sapporo, où il prend les 7e et 10e places.
Il commence la saison 2019-2020 à Planica (Slovénie), lors de deux épreuves du Grand Prix d'été ; il y prend les 22e et 39e places. En janvier 2020, il débute en Coupe continentale à Klingenthal (Allemagne) ; dès sa deuxième course, il marque ses premiers points avec une 23e place. Il en marque à nouveau dans cette même compétition lors de l'étape suivante, à Rena, en Norvège. Hélas,les épreuves suivantes, au mois de février 2020, ne lui réussiront guère. Il prend le départ de l'épreuve individuelle des Championnats du monde juniors, dont il termine à une modeste 24e place.
Il fait son retour à la compétition en janvier 2021, en Coupe du monde, lors des épreuves de Val di Fiemme. Dès lors, il ne concourt plus que dans cette compétition, où sa progression est régulière. Il marque ses premiers points en individuel le 7 février 2021 à Klingenthal, avec une 28e place.
Il commence bien la saison suivante avec une 21e et une 20e places lors du Ruka Tour. La semaine suivante le voit sur son premier podium lors de sa première épreuve de Coupe du monde en équipe, à Lillehammer.
Lors d'une mass-start disputée la semaine suivante à Otepää, il obtient son meilleur résultat individuel avec une 11e place.

## Palmarès

### Jeux olympiques d'hiver
| Épreuve / Édition | Individuel     | Individuel     | Par équipes Grand tremplin |
| Épreuve / Édition | Petit tremplin | Grand tremplin | Par équipes Grand tremplin |
| JO 2022 Pékin     | 30e            |                |                            |

### Coupe du monde
Son meilleur résultat individuel est une 11e place, obtenue à Otepää, en Estonie, le 11 décembre 2021, lors d'une mass-start. Il compte un podium en épreuve par équipes : 1 troisième place.

#### Classements par saison
| Saison    | Classement général final |
| 2020-2021 | 54e                      |
| 2021-2022 | 30e                      |
| 2022-2023 | 36e                      |